# Diplostix togoensis
Diplostix togoensis är en skalbaggsart som först beskrevs av Lewis 1895.  Diplostix togoensis ingår i släktet Diplostix och familjen stumpbaggar. Inga underarter finns listade i Catalogue of Life.